# MRGPRX4
MRGPRX4 (англ. MAS related GPR family member X4) – білок, який кодується однойменним геном, розташованим у людей на короткому плечі 11-ї хромосоми. Довжина поліпептидного ланцюга білка становить 322 амінокислот, а молекулярна маса — 36 461.
| 10         |  | 20         |  | 30         |  | 40         |  | 50         |
| ---------- |  | ---------- |  | ---------- |  | ---------- |  | ---------- |
| MDPTVPVFGT |  | KLTPINGREE |  | TPCYNQTLSF |  | TVLTCIISLV |  | GLTGNAVVLW |
| LLGYRMRRNA |  | VSIYILNLAA |  | ADFLFLSFQI |  | IRLPLRLINI |  | SHLIRKILVS |
| VMTFPYFTGL |  | SMLSAISTER |  | CLSVLWPIWY |  | RCRRPTHLSA |  | VVCVLLWGLS |
| LLFSMLEWRF |  | CDFLFSGADS |  | SWCETSDFIP |  | VAWLIFLCVV |  | LCVSSLVLLV |
| RILCGSRKMP |  | LTRLYVTILL |  | TVLVFLLCGL |  | PFGILGALIY |  | RMHLNLEVLY |
| CHVYLVCMSL |  | SSLNSSANPI |  | IYFFVGSFRQ |  | RQNRQNLKLV |  | LQRALQDKPE |
| VDKGEGQLPE |  | ESLELSGSRL |  | GP         |  |            |  |            |

A: Аланін

C: Цистеїн

D: Аспарагінова кислота

E: Глутамінова кислота

F: Фенілаланін

G: Гліцин

H: Гістидин

I: Ізолейцин

K: Лізин

L: Лейцин

M: Метіонін

N: Аспарагін

P: Пролін

Q: Глутамін

R: Аргінін

S: Серин

T: Треонін

V: Валін

W: Триптофан

Кодований геном білок за функціями належить до рецепторів, g-білокспряжених рецепторів, білків внутрішньоклітинного сигналінгу. 
Локалізований у клітинній мембрані, мембрані.